# Charaxes sabulosus
Charaxes sabulosus är en fjärilsart som beskrevs av Talbot 1928. Charaxes sabulosus ingår i släktet Charaxes och familjen praktfjärilar. Inga underarter finns listade i Catalogue of Life.